# トータティス (小惑星)
トータティスまたはトータチス (4179 Toutatis) は、アポロ群とアリンダ族に属する小惑星である。火星軌道と木星軌道の間から地球軌道の内側まで楕円軌道を描いて公転している。

## 特徴

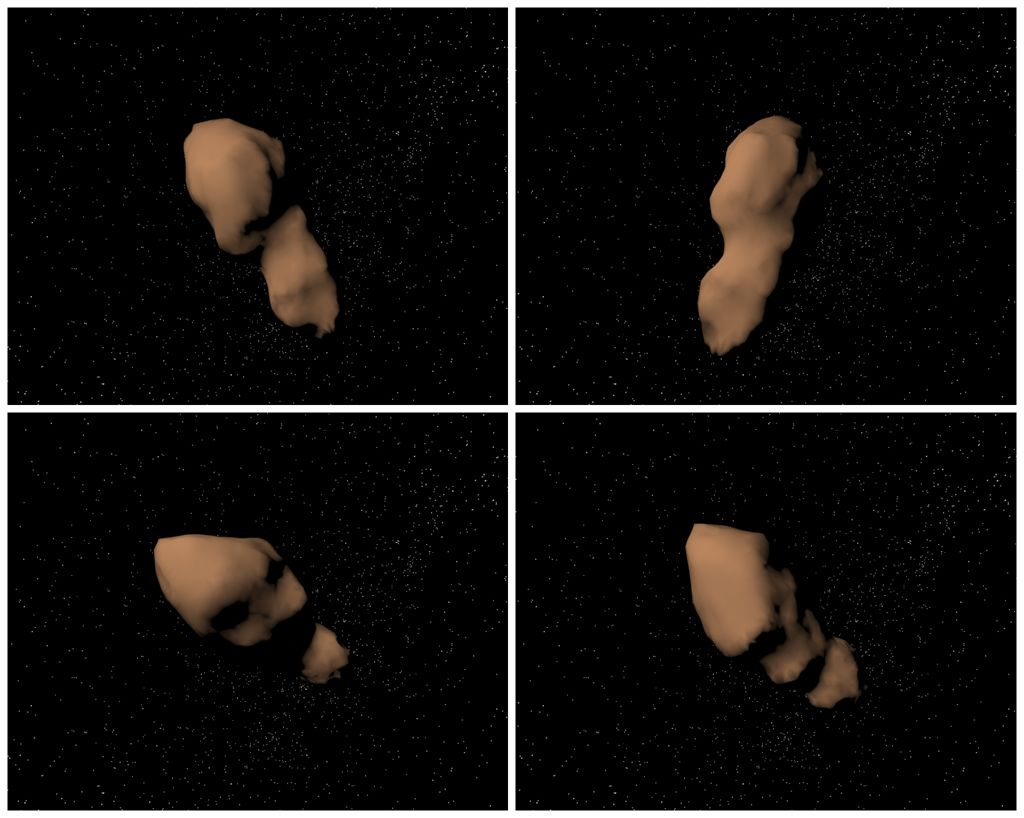
トータティスの3Dイメージ

1989年1月4日にフランスのアルプ＝マリティーム県コーソルのCERGAで、クリスティアン・ポラスによって発見された。
フランスの漫画『アステリックスの冒険』("Les aventures d'Asterix") に登場する、ガリア神話の神トータティスにちなんで命名された。もっともポラス自身は、その時点では漫画の作者の創作だと思っていた。この星の軌道傾斜角がかなり低く、遠い将来地球に衝突するのではないかと考えられたため、空から降ってくるといわれたこの神の名を付けたという。
トータティスの公転周期は木星と3:1の共鳴関係にある。軌道傾斜角が小さく、公転周期が地球のほぼ4倍となっているため、定期的に地球のすぐ近くを通ることになる。現在までに最も接近した時の距離は、約90万km（地球 - 月間の2.3倍）である。2004年9月29日には156万km（同4倍）まで接近し、観測の機会を与えた。2008年11月9日には752万kmまで接近した。2012年12月12日には693万kmまで接近した。
自転は二つの独立した回転運動からなり、組み合わさると全体としては非周期的な自転運動となる。このため、トータティス表面では、日の出や日の入りは、てんでバラバラな方向と時刻に起こる。
1994年にアメリカのゴールドストーン天文台で行われたレーダー観測によると、トータティスは幅4.6kmと2.4kmの二つの部分からなる「ダンベル形」をした不規則な形状をもつ（画像）。これは、過去のある時点で二つの天体が合体して一つになったためではないかと考えられている。似たような形状の小惑星としては、(216) クレオパトラ、(4769) カスタリアなどが知られている。
2010年に打ち上げられた中国の月探査機嫦娥2号は、月探査ミッション終了後にトータティスのフライバイ観測を行った。トータティスが地球に最接近した翌日、2012年12月13日の北京時間16時30分に嫦娥2号はトータティスに最接近し、3.2km の距離を相対速度 10.73km/s で通過した。その後、93-240km 離れた距離から撮影した解像度の高い写真が公開された。これにより、地上からのレーダー観測で明らかになっていた形状や特徴がよりはっきりと画像に捉えられた。